# Чемпионат России по конькобежному спорту в спринтерском многоборье 2015
Чемпионат России по конькобежному спорту в спринтерском многоборье прошёл 20-21 февраля 2015 года на катке Ледовый дворец «Крылатское» в Москве, Россия. В соревнованиях не принимали участия освобожденные от отбора Ольга Фаткулина, Павел Кулижников и Руслан Мурашов.

## Призёры на дистанциях

### Мужчины
| Дистанция | Золото       | Золото  | Серебро           | Серебро | Бронза            | Бронза  |
| --------- | ------------ | ------- | ----------------- | ------- | ----------------- | ------- |
| 500 м     | Алексей Есин | 35,15   | Андрей Панов      | 36,14   | Игорь Боголюбский | 36,23   |
| 1000 м    | Алексей Есин | 1.09,95 | Михаил Козлов     | 1.11,49 | Кирилл Голубев    | 1.11,52 |
| 500 м     | Алексей Есин | 35,30   | Игорь Боголюбский | 35,88   | Кирилл Голубев    | 36,24   |
| 1000 м    | Алексей Есин | 1.10,21 | Кирилл Голубев    | 1.11,12 | Михаил Козлов     | 1.11,15 |

### Женщины
| Дистанция | Золото           | Золото  | Серебро           | Серебро | Бронза         | Бронза  |
| --------- | ---------------- | ------- | ----------------- | ------- | -------------- | ------- |
| 500 м     | Надежда Асеева   | 39,03   | Ангелина Голикова | 39,18   | Юлия Козырева  | 39,23   |
| 1000 м    | Маргарита Рыжова | 1.18,44 | Алла Шабанова     | 1.18,88 | Ирина Аршинова | 1.18,99 |
| 500 м     | Юлия Козырева    | 38,86   | Надежда Асеева    | 39,14   | Ирина Аршинова | 39,42   |
| 1000 м    | Маргарита Рыжова | 1.18,14 | Ангелина Голикова | 1.18,73 | Надежда Асеева | 1.18,79 |

## Итоговая классификация

### Мужчины
| Дистанция   | Золото       | Золото  | Серебро       | Серебро | Бронза         | Бронза  |
| ----------- | ------------ | ------- | ------------- | ------- | -------------- | ------- |
| Сумма очков | Алексей Есин | 140,530 | Михаил Козлов | 143,890 | Кирилл Голубев | 143,900 |

### Женщины
| Дистанция   | Золото         | Золото  | Серебро           | Серебро | Бронза           | Бронза  |
| ----------- | -------------- | ------- | ----------------- | ------- | ---------------- | ------- |
| Сумма очков | Надежда Асеева | 157,145 | Ангелина Голикова | 157,795 | Маргарита Рыжова | 157,900 |